# 大草村 (広島県)
大草村（おおぐさむら）は、広島県豊田郡にあった村。現在の三原市の一部にあたる。

## 地理
- 河川：平坂川[1]

## 歴史
- 1889年（明治22年）4月1日、町村制の施行により、豊田郡大草村、平坂村が合併して村制施行し、大草村が発足[2][3]。
- 1955年（昭和30年）3月31日、豊田郡椹梨村、豊田村（一部）、世羅郡神田村と合併し、町制施行し豊田郡大和町を新設して廃止された[2][3]。

## 産業
- 農業